# David Mach (Bildhauer)

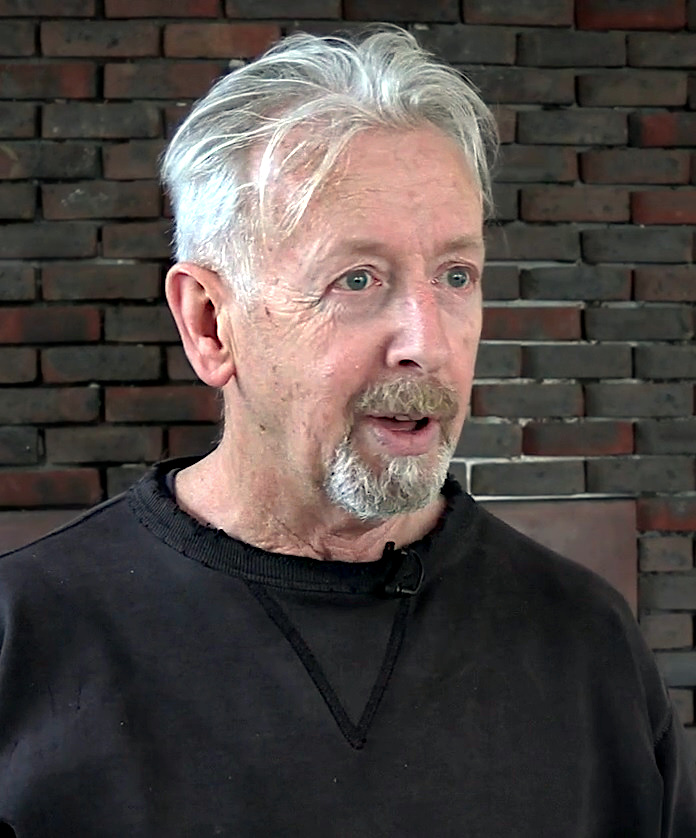
David Mach (2023)

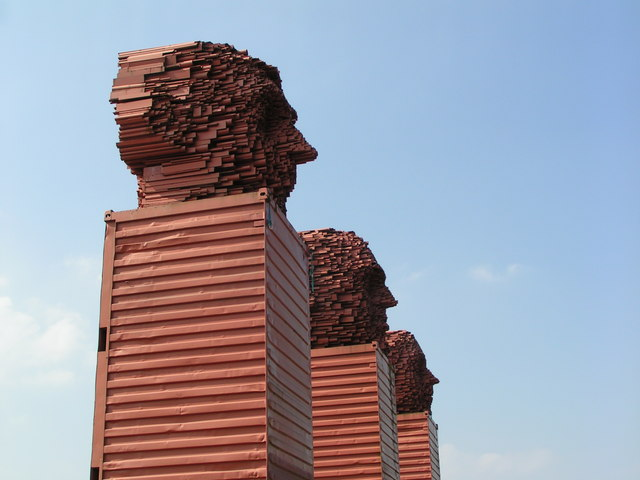
Tribut an die Stahlindustrie

David Mach (* 18. März 1956) ist ein schottischer Bildhauer. Die Grundlage seines Stils sind fließende Assemblagen von Objekten wie Magazinen, Teddybären, Zeitungen, Autoreifen, Streichhölzer oder Kleiderbügel. Viele seiner Ausstellungen sind nur temporär und in öffentlichen Räumen gebaut.

## Leben
Mach wurde in der Kleinstadt Methil in Schottland geboren. Er studierte ab 1974 am Duncan of Jordanstone College of Art and Design und schloss das Studium 1979 ab. Noch im selben Jahr begann er ein dreijähriges Studium am Royal College of Art in London. Nach mehreren öffentlichen Ausstellungen wurde Mach 1988 für den Turner Prize nominiert.
Er erstellte Artwork zu dem Lied Come Talk to Me des 1992 erschienenen Albums Us von Peter Gabriel.
Im Jahr 2000 trat er der Royal Academy of Arts als Professor für Skulptur bei.